# جوش كوري
جوش كوري هو لاعب هوكي الجليد كندي، ولد في 29 أكتوبر 1992 في تشارلوت تاون في كندا.

## وصلات خارجية
- جوش كوري على موقع دوري الهوكي الوطني (الإنجليزية)
- جوش كوري على موقع EliteProspects.com (الإنجليزية)
- جوش كوري على موقع HockeyDB.com (الإنجليزية)
- جوش كوري على موقع Hockey-Reference.com (الإنجليزية)